# 소사벌초등학교
소사벌초등학교는 대한민국 경기도 평택시에 있는 공립 초등학교이다.

## 연혁
- 1997년 3월 1일: 소사벌초등학교 개교(20학급, 유1)
- 2003년 3월 1일: 도지정<주5일 수업제> 선도학교 지정
- 2011년 11월 11일: 소사벌 다목적 체육관 완공
- 2012년 12월 31일: 인조 잔디 운동장 조성
- 2013년 3월 1일: 제6대 박병진 교장 부임
- 2013년 11월 6일: 장애학생 인권보호 우수교(교육감표창)
- 2014년 10월 30일 야생화 학습장 조성(금낭화 외 12종 식재)
- 2014년 12월 31일: 2014 인문교양교육 운영 우수교 선정(교육감표창)
- 2014년 12월 31일: 2014 창의적 교육과정 운영 우수교 선정(교육감표창)
- 2015년 12월 23일: 교육환경 우수학교 교육부장관 표창

## 참고 자료
- 소사벌초등학교 - 한국교육학술정보원 학교알리미